# Mata Utu

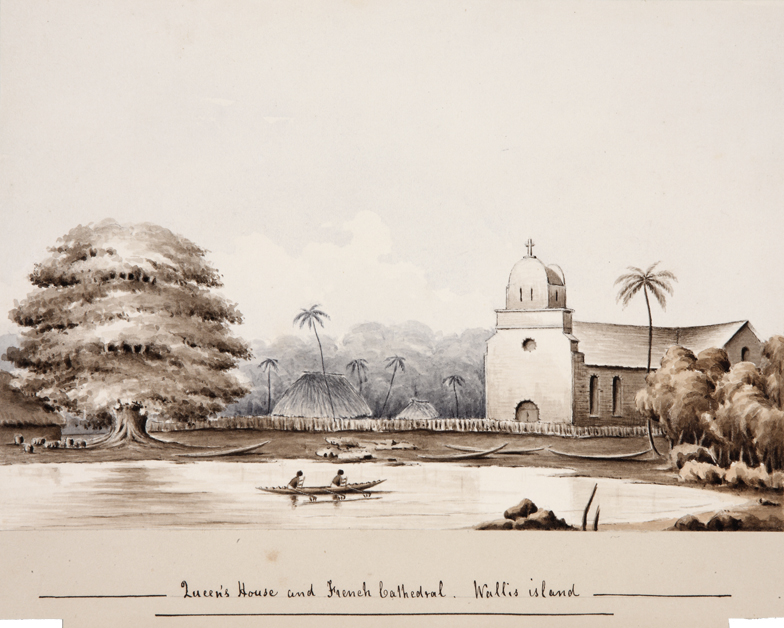
Mata-utu în 1862

Mata-Utu este capitala Wallis și Futuna, o colectivitate de peste mări franceză situată în Oceanul Pacific, între Samoa și Fiji. Este situată pe Insula Wallis. În anul 2003, populația sa era de aproximativ 1 190 de locuitori.  Este unul dintre porturile din Wallis și Futuna, celălalt fiind Leava, de pe Futuna. Aeroportul se află la 5,6 km spre nord-vest.